# Du willst mich küssen
«Du willst mich küssen» (en español: «Quieres besarme») es una canción de Punk Rock de la banda Die Ärzte. Es la primera canción y el segundo sencillo del álbum Im Schatten der Ärzte. La versión maxi fue después incluida en Das Beste von kurz nach früher bis jetzte. La canción habla de un joven tranquilo que conoce a una mujer muy provocativa, la cual quiere besarlo.

## Lista de canciones
1. «Du willst mich küssen» (Remix) (Urlaub) - 3:08
2. «Die Antwort bist du» (Felsenheimer) - 3:17

### Maxisencillo
1. «Du willst mich küssen» (Modern-Kissing-Mix) (Urlaub) - 5:40
2. «Du willst mich küssen» (Disco-Kuschel-Mix) (Urlaub) - 5:47
3. «Die Antwort bist du» (Felsenheimer) - 3:17

## Lado B
"Die Antwort bist du" [La respuesta eres tú] es también del álbum "Im Schatten der Ärzte".
- Datos: Q5310122